# El Dictamen (periódico mexicano)
El Dictamen es un diario independiente con sede en la ciudad de Veracruz, Veracruz, fundado en 1898. Es el Decano de la Prensa Nacional, y el único diario vigente en México de los fundados en el siglo XIX.

## Historia
El diario fue fundado el 16 de septiembre de 1898 por el empresario español Francisco Miranda. Fue dirigido por el abogado José Hinojosa desde 1903 hasta el 30 de abril de 1912. Fue adquirido el 1 de mayo de 1912 por Juan Malpica Silva, quien lo dirigió desde esa fecha hasta 1960; posteriormente, de 1960, por Juan Malpica Mimendi y Javier Malpica Mimendi, este último permaneció hasta 1973; y desde 1998 hasta la actualidad, la directora es Bertha Rosalía Malpica Martínez de Ahued.
Debido a la línea editorial combativa y crítica, de El Dictamen, en 1913 el entonces director Juan Malpica Silva fue encarcelado por órdenes del dictador, el general Victoriano Huerta, en la cárcel de la fortaleza de San Juan de Ulúa. Fue liberado debido a la intercesión de su amigo el poeta, periodista y profesor Salvador Díaz Mirón.
Esta publicación independiente forma parte de la historia de Veracruz. Cubrió el comienzo del autoexilio del dictador mexicano Porfirio Díaz, cuando el 31 de mayo de 1911 abordó acompañado por su familia el buque de bandera alemana Ypiranga, en el puerto de Veracruz, para seguir la ruta: La Habana, Vigo, Gijón, Santander, Plymouth y Le Havre; la Revolución Mexicana, la Expedición punitiva del general John J. Pershing contra Francisco Villa, la Ocupación estadounidense de Veracruz de 1914 y otros importantes acontecimientos desde 1898 hasta la actualidad.
En los primeros días de mayo de 1934, fue creada la Asociación de Editores de los Estados, cofundada por seis diarios: El Siglo de Torreón, cuyo director general Antonio de Juambelz fue el primer presidente de aquella; El Dictamen de Veracruz, Diario de Yucatán, El Porvenir, El Mundo de Tampico y El Informador de Guadalajara.
En abril de 1943, Juan Malpica Mimendi creó el vespertino en formato tabloide La Tarde.
El periódico El Dictamen tiene diez secciones: Veracruz, Nacional, Internacional, Finanzas, Deportes, Showbiz, Sociales, Opinión, Qué!, y Hechos (policiaca).

## Línea editorial
La línea editorial de El Dictamen fue sumamente crítica de los gobiernos federal, estatal de  Veracruz y los municipales de esa entidad federativa, hasta el 30 de noviembre de 2018, último día del sexenio del hoy expresidente Enrique Peña Nieto. A partir del 1 de diciembre de ese año, su línea editorial cambió.
El abogado y poeta estridentista Manuel Maples Arce (Papantla, Veracruz, 1 de mayo de 1900 - Ciudad de México, 26 de junio de 1981) en su juventud colaboró en las páginas de este diario jarocho, el más antiguo de México aún en funciones.